# Giovanni Poleni
Giovanni Poleni   (Venècia, 23 d'agost de 1683 - Pàdua, 15 de novembre de 1761) va ser un matemàtic, físic i astrònom italià del segle xviii.

## Vida
Poleni era fill de Jacopo Poleni, marquès del Sacre Imperi Romanogermànic, títol que va heretar. Des de ben jove va demostrar grans capacitats intel·lectuals; després de graduar-se en filosofia i teologia, va exercir el dret, però aviat es va començar a inclinar per les ciències i les matemàtiques que havia aprés sota l'ensenyament del seu pare.
El 1709 es va casar amb Orsola Roberti (de la noble família de Bassano del Grappa) i al mateix temps va ser nomenat professor d'astronomia de la Universitat de Pàdua on romandrà fins a la seva mort. A la universitat va exercir successivament com a professor d'astronomia (1709), de física (1715) i de matemàtiques a partir de 1719, quan va deixar aquesta plaça Nicolaus Bernoulli I.

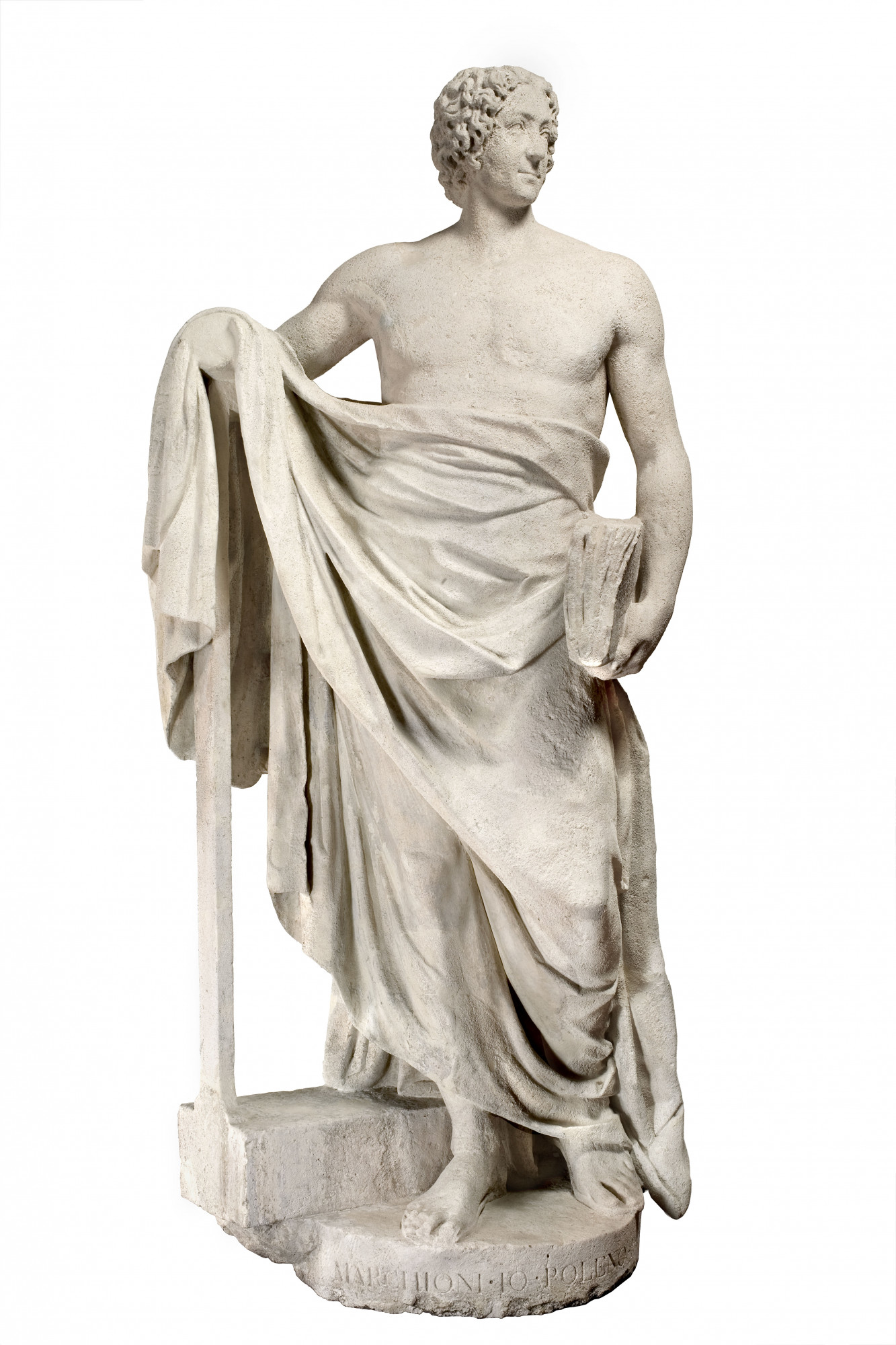
Escultura d'Antonio Canova representant Giovanni Poleni (ca 1780).

El 1738 va inaugurar a la universitat el seu teatre de filosofia experimental, lloc on a més de donar les seves classes, portava a terme les demostracions experimentals de les teories científiques. Poleni va dotar aquest laboratori de nombrosos instruments comprats per tot Europa, fins a convertir-lo en un model del laboratori modern.
La seva fama com enginyer, va arribar a ser tan gran que el papa Benet XIV el va cridar a Roma el 1748 per a diagnosticar els problemes d'estabilitat de la cúpula de la basílica de Sant Pere del Vaticà que, finalment va ser reparada per l'arquitecte Luigi Vanvitelli sota les directrius teòriques de Poleni, en el que sembla el primer cas d'utilització de la corba catenària a l'arquitectura.
Poleni va ser nomenat fellow de la Royal Society el 1710 i membre de les acadèmies de ciències de Berlín i de París el 1715 i el 1739 respectivament.

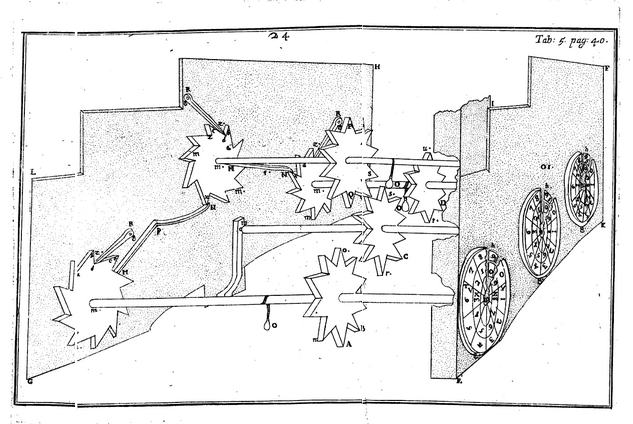
Esquema de la màquina calculadora de rodets (1709).

## Obra
El seu primer llibre (Miscellanea: de barometris et thermometris; de machina quadam arithmetica; de sectionibus conicis in horologiis solaribus describendis; Pàdua, 1709) era una col·lecció d'articles sobre física, en el qual es descrivia una calculadora de rodets que era plenament operativa. Sembla que el mateix Poleni la va fer construir, però no se'n conserva cap exemplar de l'època, tot i que se n'han fet reconstruccions operatives modernes.
El 1717 publica De motu aquae mixto libri duo, un tractat sobre hidràulica i hidrodinàmica, que l'any següent ampliarà amb els seus experiments en el llibre De castellis per quae derivantur aquae fluviorum habentibus latera convergentia.
El 1729 publica Epistolarum Mathematicarum fasciculus, en el qual descriu les corbes elàstiques.
El 1741 publica Institutionum philosophiae mechanicae specimen, un recull d'experiments científics.
El 1748, fruit dels seus treballs a la basílica de Sant Pere, publica Memorie istoriche della gran cupola del Tempio Vaticano.
A partir de 1747 va començar a fer experiments sobre l'electricitat.